# Flavomeliturgula centaurea
Flavomeliturgula centaurea är en biart som först beskrevs av Warncke 1985.  Flavomeliturgula centaurea ingår i släktet Flavomeliturgula och familjen grävbin. Inga underarter finns listade i Catalogue of Life.